# الدوري النمساوي 1930–31
الدوري النمساوي الممتاز 1930–31 (بالألمانية: Österreichische Fußballmeisterschaft 1930/31)‏ هو الموسم 20 من  بوندسليغا النمسا لكرة القدم. أشرف على تنظيمه اتحاد النمسا لكرة القدم، وكان عدد الأندية المشاركة فيه  10، وفاز فيه فيرست فيينا.